# Wiesen bei Schwenningen
Das Gebiet Wiesen bei Schwenningen ist ein mit Verordnung vom 1. Januar 2005 durch das Regierungspräsidium Tübingen nach der Richtlinie 92/43/EWG (Fauna-Flora-Habitat-Richtlinie) gemeldetes Schutzgebiet (Schutzgebietskennung DE-7819-342) im Süden des deutschen Landes Baden-Württemberg. Mit Verordnung des Regierungspräsidiums Tübingen zur Festlegung der Gebiete von gemeinschaftlicher Bedeutung vom 5. November 2018 wurde das Schutzgebiet festgelegt.

## Lage
Die drei Teilgebiete des rund 390 Hektar großen Schutzgebiets „Wiesen bei Schwenningen“ im Naturpark Obere Donau gehören naturräumlich zur Hohen Schwabenalb. Sie liegen ringförmig um die Gemeinde Schwenningen, größtenteils im Norden und Nordosten sowie im Westen der Ortsmitte, auf dem Heuberg, der südwestlichen Hochfläche der Schwäbischen Alb.

## Bedeutung
Im Schutzgebiet gibt es floristisch und faunistisch äußerst wertvolle magere Flachland-Mähwiesen. Diese spiegeln kulturhistorisch die Nutzung der Albflächen wider.

## Schutzzweck
Wesentlicher Schutzzweck ist die Erhaltung einer abwechslungsreichen Landschaft mit einer Höhle, Hecken, Feldgehölzen, kleinflächigen Zwergstrauchheiden, Kalk-Magerrasen und Laubmischwäldern.

### Lebensraumtypen
Folgende Lebensraumtypen nach Anhang I der FFH-Richtlinie kommen im Gebiet vor:
| EU Code | * | Lebensraumtyp (offizielle Bezeichnung)                                        | Kurzbezeichnung                      |
| ------- | - | ----------------------------------------------------------------------------- | ------------------------------------ |
| 6210    |   | Naturnahe Kalk-Trockenrasenund deren Verbuschungsstadien (Festuco-Brometalia) | Kalk-Magerrasen                      |
| 6510    |   | Magere Flachland-Mähwiesen (Alopecurus pratensis, Sanguisorba officinalis)    | Magere Flachland-Mähwiesen           |
| 6520    |   | Berg-Mähwiesen                                                                | Berg-Mähwiesen                       |
| 8210    |   | Kalkfelsen mit Felsspaltenvegetation                                          | Kalkfelsen mit Felsspaltenvegetation |
| 8310    |   | Nicht touristisch erschlossene Höhlen                                         | Höhlen und Balmen                    |
| 9130    |   | Waldmeister-Buchenwald (Asperulo-Fagetum)                                     | Waldmeister-Buchenwald               |

### Lebensraumklassen
|                                  |                                  |  |      |      |
| Laubwald                         | Laubwald                         |  | 4 %  | 4 %  |
| Mischwald                        | Mischwald                        |  | 4 %  | 4 %  |
| Nadelwald                        | Nadelwald                        |  | 1 %  | 1 %  |
| Feuchtes und mesophiles Grünland | Feuchtes und mesophiles Grünland |  | 85 % | 85 % |
| trockengelegtes Gelände          | trockengelegtes Gelände          |  | 1 %  | 1 %  |
| anderes Ackerland                | anderes Ackerland                |  | 5 %  | 5 %  |
|                                  |                                  |  |      |      |